# Alberico I Cybo-Malaspina
Alberico I Cybo-Malaspina (Gênova, 28 de fevereiro de 1534 – Massa, 18 de janeiro de 1623) foi um nobre italiano, soberano de Massa e Carrara, estados que herdara de sua mãe, Ricarda Malaspina, em 6 de junho de 1553. Inicialmente, governou como marquês de Massa e senhor de Carrara; a partir de 23 de agosto de 1568, como príncipe de Massa e marquês de Carrara.

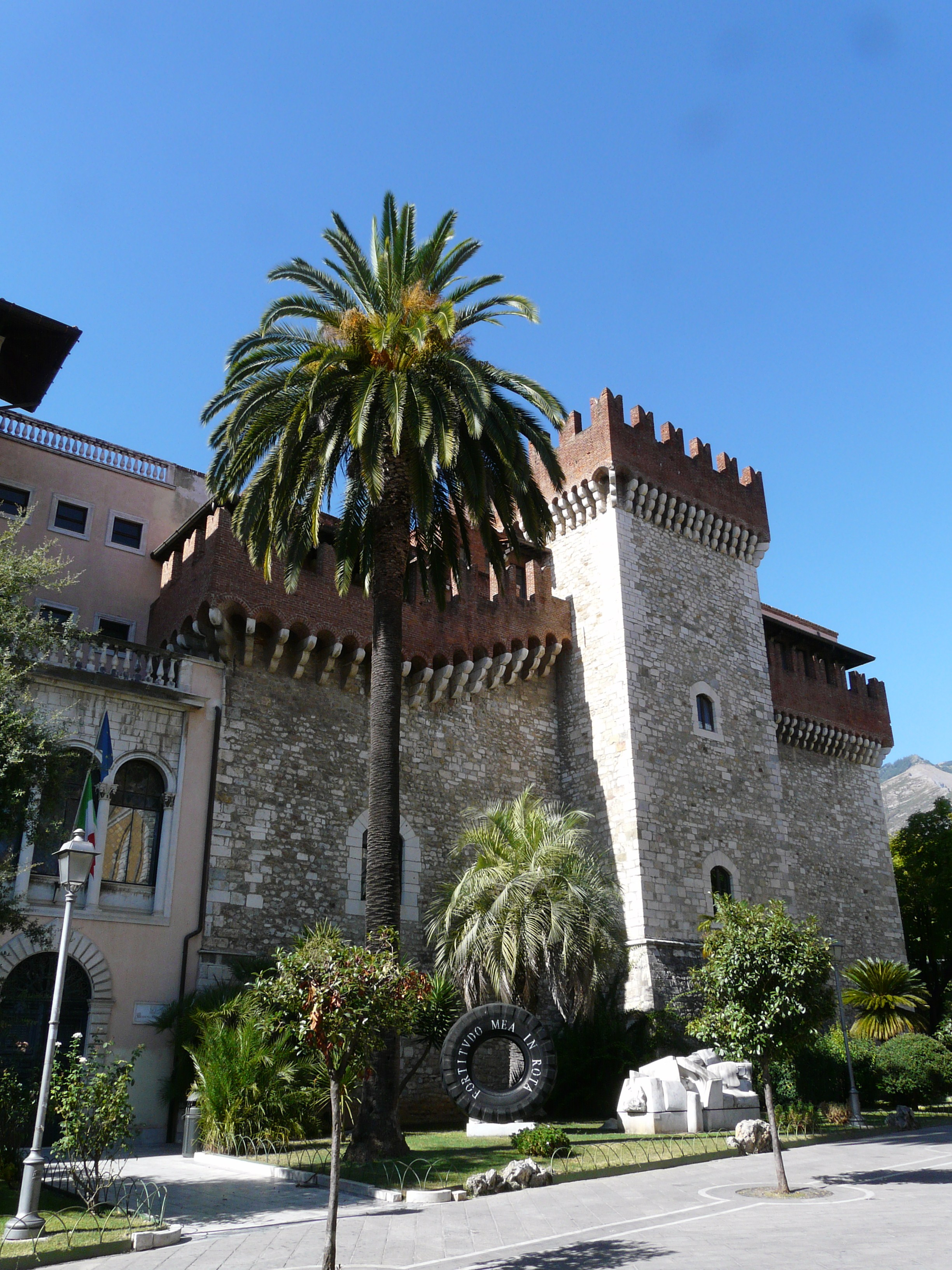
O Palácio Cybo-Malaspina em Carrara

Adicionalmente, possuía os títulos de conde de Aiello, barão de Paduli, conde (e depois duque) de Ferentillo e senhor de Monteleone.

## Biografia
Alberico foi oficialmente o segundo varão de Lourenço Cybo e de Ricarda Malaspina, origem da nova linhagem dos Cybo-Malaspina, que uniu estas duas grandes famílias, embora muito provavelmente o seu verdadeiro pai fosse o Cardeal Inocêncio Cybo, irmão de Lourenço. Após a trágica morte do seu irmão mais velho, Júlio em 1548 e de sua mãe em 1553, torna-se herdeiro da dinastia em 17 de fevereiro de 1554, dia em que o imperador Carlos V concede-lhe a investidura feudal, apesar de não ter completado ainda a idade canónica de 25 anos. No mesmo ano é eleito lugar-tenente do duque Guidobaldo II Della Rovere, capitão-geral dos exércitos da Igreja mas nunca conseguiu fazer de Massa a sede de bispado, como era sua ambição.
Em 1552 Alberico casou com Isabel Della Rovere, filha do duque de Urbino, Francisco Maria I Della Rovere que apoiara o jovem marquês. Por ocasião da guerra pela conquista da República de Siena, empreendida por Cosme I de Médici, Alberico, na sua qualidade de comandante militar, enviou um contingente de cerca de 1000 soldados.
Ao contrário da mãe, Alberico mantém relações de amizade com os Médici sendo, em 1565, testemunha das núpcias do príncipe herdeiro da Toscana que, mais tarde, viria a ser o Grão-duque Fernando I. Em 1557 iniciou a fortificação de Massa e de Carrara. Entretanto, as suas relações com os dirigentes de Florença e de Urbino, abrem-lhe as portas da Corte de Filipe II de Espanha, onde, em 1558, é nomeado chanceler, obtendo a quantia de duzentos escudos de ouro, juntamente com outros cargos de prestigio, entre os quais a honra de representar o monarca em França, por ocasião da morte de Henrique II, apresentando oficialmente as condolências da corte espanhola à viúva Catarina de Médici.
Alberico ambicionava o título de Grande de Epanha, reconhecimento de muito prestígio mas que, porém não obteve. Desiludido com a Corte espanhola e aproveitando a eleição do novo pontífice Pio IV, em 15 de dezembro de 1559, abandonou Madrid, dirigindo-se a Roma, onde o novo Papa, descendente dos Médici, o nomeia governador de Monteleone, terra que confinava com os seus domínios de Ferentillo herdados de seu pai. No mesmo ano Fernando I atribui aos estados de Massa e de Carrara o privilégio de salvaguarda e defesa em 25 de fevereiro, e pouco depois, em 2 de maio, o privilégio de cunhar moeda.
Em 1561, morre a sua mulher Isabel. Dois anos depois, Alberico volta a casar com Isabel de Cápua, filha de Vicente (Vincenzo), duque de Termoli.
Após a experiência espanhola e pontifícia, Alberico regressa aos seus estados fixando residência em Massa que transforma com um plano urbanístico, construindo edifícios de prestigio, falando-se em refundação da cidade, sendo denominada Massa Cybea ou Massa Nuova. Satisfaz as exigências da população com uma série de obras públicas: construção de uma nova muralha, pavimenta estradas e praças, amplia e modifica o antigo palácio dos Malaspina obtendo, em 23 de agosto de 1568, do imperador imperador Maximiliano II a elevação de Massa a principado e de Carrara a marquesado, sendo-lhe outorgado, a si e seus sucessores, o título de Príncipe do Sacro Império. Outro reconhecimento formal, foi o tratamento de Illustríssimo, obtido do imperador Rodolfo II por diploma de 17 de junho de 1588, conjuntamente com a faculdade de criar Condes palatinos.

## Heráldica

Brasão de Alberico I Cybo-Malaspina, com o brasão dos Médici ao centro, sobre o todo.

Alberico obteve ainda a prerrogativa de inserir a águia bicéfala imperial e o moto "Libertas" no brasão da família.
O seu brasão representava a nova dignidade de príncipe do Sacro Império, e era assim formado: o tradicional spino fiorito dos Malaspina, a cruz e banda axadrezada dos Cybo e, no centro, o brasão dos Médici, composto de seis bolas (cinco em gules e uma em azure carregada de três flores de lis de ouro), recordando a origem da sua avó paterna.

## Morte e sucessão
Por Diploma de 25 de agosto de 1620, o imperador Fernando II elevou Massa a cidade imperial. Alberico morre aos 89 anos em Massa, no dia 18 de janeiro de 1623 após ter governado por 70 anos, sendo sepultado, como havia indicado, na igreja de S. Francisco. Sucedeu-lhe o neto Carlos I, cuja descendência administrará o território até Maria Beatriz d'Este.

## Massanuovaou cybea
A refundação de Massa,é datada de 10 de junho de 1557, dia em que foi colocada a primeira pedra na muralha de Massa. Alberico intervem no planeamentoo da nova cidade, que viria a representar o seu poder. Inicialmente embelezou a cidade, ampliou o antigo palácio ducal e restaurou a igreja de S.Pedro, dando-lhe a dignidade de uma nova catedral. 
Mas posteriormente, a partir de 1579, para povoar a nova área da cidade denominada Via Alberica, abre novas ruas demolindo velhos edifícios, substituindo-os por novos palácios, unificando assim a velha malha urbanística com a nova cidade.
Muitas das residências e palácios eram decorados com frescos e pinturas, pelo que a Massa cybea era chamada Massa picta, isto é Massa pintada. Para tal, o príncipe contratara mestres operários de outros centros maiores, como Gênova e Florença, onde estas técnicas eram difundidas e utilizadas a nível urbanístico.
Enuncia-se em seguida algumas dessas melhorias.

### A muralha de Massa
Massa não era uma cidade, mas uma aglomeração de vários núcleos habitacionais, disseminados nos campos em frente ao castelo. A única presença urbana era a Massa Velha ("Massa Vecchia"). A nova muralha, unificou todas essas áreas sendo testadas novas conceções urbanísticas do renascimento tardio e do pré-barroco. Alberico também reforçou a estrutura defensiva do castelo de Massa, a Rocca Malaspina, por forma a resistir às novas armas de fogo.

### O palácio ducal
Fora da Rocca, os Malaspina possuíam uma casa de dimensões modestas que Alberico I, após numerosas ampliações e transformações, tornou num palácio elegante digno de um soberano, o Palazzo Rosso, cor que caracterizava muitos dos edifícios citadinos. A habitação original foi incorporada na nova residência escolhida por Alberico e cuja ampliação lhe proporcionou uma imponente fachada para uma ampla praça, tornando-se num símbolo de poder.

### O pomar
Outra obra planeada por Alberico foi o "jardim do pomar" ou "Pomar Ducal", numa área fora das muralhas mas contemporânea à Massa Cybea. Muitas das plantas foram transferidas do antigo horto malaspiniano (o giardino vecchio), para o nuovo pomario, ainda inculto. Este jardim era um quadrilátero circundado de altos muros, sulcado por vielas com um plano geométrico.

### Avilla della Cuncia[7]
Na zona planeada por Alberico existia uma villa chamada popularmente della Cuncia termo relacionado com a indústria de curtumes que ali se instalara, e que também apoiava as atividades piscatórias dado estar junto ao rio Frigido, rico em trutas e enguias. O casario, de cor encarnada, era compacto e dominado por uma pequena torre com ameias, característica da Toscana. Os materiais usados no restauro foram pedras do rio e de pedreiras, pavimentos de madeira e escadas em mármore. Com o passar dos tempos, a villa teve alterações volumétricas que alteraram o planeamento de Alberico.

### As fontes (Massa cybea)
Das intervenções mais significativas salienta-se a construção de fontes monumentais públicas nas zonas urbanas. Eram numerosas as fontes construídas em mármore e decoradas com elementos simbólicos e didáticos: inscrições, brasões, decorações. No entanto, poucas chegaram aos nossos dias. A mais conhecida é a fonte de Mercúrio na praça homónima.

## A Casa da Moeda
Em 2 de março de 1559 Alberico obtém do imperador Fernando I o privilégio de cunhar moeda no seu próprio estado. Começou por fazer um levantamento dos valores em curso nos seus estados e, em 26 de julho de 1560, inaugurou a Casa da Moeda local. As divisas cunhadas no estado de Massa e Carrara tinham também curso legal no território toscano e nas repúblicas de Luca e de Gênova.
Entre 1560 e 1568 foram cunhadas uma série de peças em ouro entre as quais moedas de moedas de escudo (scudo) e meio-escudo (mezzo scudo). No total foram produzidos cerca de 23 tipos de moedas em ouro.
Após 1570, a Casa da moeda foi instalada perto da área central da Massa Cybea, num edifício próprio. Em Massa, o toponímico “La Zecca” foi atribuído a uma vasta zona de campo na margem esquerda do rio Frigido, já fora de muros.
O marquês ordenou a cunhagem de moedas de ouro e prata, sendo as principais: o meio-escudo (mezzo scudo), a meia dobra (mezza doppia), a dobra e a quadrupla dobra. Nas moedas de maior valor, Alberico manda cunhar o seu próprio retrato e, no reverso, coloca o brasão da sua dinastia. As moedas de prata mais difundidas eram o Paulo (paolo) e o meio-paulo, e todas as moedas eram de ótima qualidade, ao ponto de se tentar a falsificação em mais de uma ocasião.
Após 1568, ano em que Alberico obtém do imperador Maximiliano II o título de príncipe do Sacro Império, a cunhagem desacelera e só em 1588, quando o imperador Rodolfo II autoriza Alberico a usar no seu brasão a águia bicéfala imperial e o moto <<Libertas>>,  é que a Casa da Moeda de Massa retoma a cunhagem de moedas. Os sucessores de Alberico, Carlos I e Alberico II cunharam novas moedas, com o retrato do príncipe numa face e o brasão na outra.
Em 1665 foram contratados novos mestres de cunhagem que terão feito falsificações ao ponto que o parlamento de Aix ter denunciado, em 27 de dezembro de 1667 que em Massa eram cunhadas moedas de baixa liga com uma efígie semelhante à da princesa de Orleães. A situação acaba por ser esclarecida pelo duque com o embaixador francês em Roma mas os conflitos europeus e a decadência do ducado acaba por implicar o encerramento da Casa da Moeda de Massa. Maria Beatriz d'Este, a última soberana de Massa e Carrara, efetua nova cunhagem de moedas uma vez que as antigas tinham deixado de ter curso legal, mas utilizou uma cunhagem milanesa.

## Descendência
Da sua primeira mulher, Isabel Della Rovere, Alberico teve um filho:
- Alderano (1552-1606), marquês de Carrara, que morreu antes do pai, nunca governando os estados da família. Quando Alberico I morre, é o seu neto (filho de Alderano), Carlos I Cybo-Malaspina, que lhe sucede.

Da segunda mulher, Isabel de Capua, Alberico teve quatro filhos:
- Leonor (Eleonora), (1564-1585), duquesa de Evoli;
- Lucrécia (Lucrezia), (1565-1607) noiva de Hércules Sfondrati (sobrinho do Papa Gregório XIV);
- Catarina (Caterina) (1567-1610);
- Fernando (Ferrante) (1568-1593), marquês de Aiello.

Alberico teve ainda cinco filhos naturais:
- Vitória (Vittoria) (1555-1587):
- Francisco (Francesco) (1563-1629), monge;
- Maria (Maria) (1582-1633);
- Ângelo (Angelo) (1590-1673);
- Maurício (Maurizio) (1600- ? ), monge.